# Lucien Posman
Lucien Posman (22 maart 1952) is een Belgische componist en muziekpedagoog.
Lucien Posman is ere-docent compositie, harmonie, contrapunt & fuga aan het Koninklijk Conservatorium te Gent. Hij was stichter en is erevoorzitter van ComAV, Componisten Archipel Vlaanderen, een belangengroepering voor Vlaamse componisten. Hij is lid van de Koninklijke Vlaamse Academie van België voor Wetenschappen en Kunsten. Posman was actief betrokken bij het kamermuziekplatform ‘De Rode Pomp’ van zijn broer André.
Zijn muziekstudies voltooide hij aan de conservatoria te Gent en te Antwerpen. Roland Coryn was zijn mentor voor compositie, Nini Bulterys voor contrapunt en fuga, Jaak Maertens voor harmonie. Andere professoren waren Lucien Goethals, Norbert Goddaer, Jef Nachtergaele, Roger Van De Wiele, Jan Maddens en Roland Verheye. Hij was leraar aan de Koninklijke Conservatoria te Gent en te Antwerpen en o.m. aan de muziekacademie van Aalter en aan de Kunstacademie Poel te Gent te Gent. Tot zijn studenten compositie behoren o.m. Nico Sall, Simon De Poorter, Olmo Cornelis, Kenneth Sabo, Benjamien Lycke.

## Prijzen en eerbewijzen
- Zijn laatste cd, ‘Welcome Stranger’, opgenomen door AQUARIUS ENSEMBLE en uitgegeven bij Phaedra, behaalde het 10/10 label van het muziektijdschrift LUISTER.[6]
- Voor zijn liedcyclus ‘5 Songs of Experience for voice & piano’ won Lucien Posman in 1988 de “Muizelhuis Tweejaarlijkse compositiewedstrijd voor kamermuziek”.
- In 2002 deelde hij met zijn broer André in de Fuga Trofee, uitgereikt door de Unie van Belgische componisten aan De Rode Pomp voor haar verdiensten ten aanzien van het Belgische muziekleven.
- Hij is ‘Cultureel ambassadeur van Maldegem – 2007′.[7]
- Met zijn pianoconcerto won hij de ‘Prijs voor Nieuwe Muziek’ van de Provincie Oost Vlaanderen – 2010’.
- Met het koorwerkje ‘a golden string’ werd hij laureaat van de Blake Society – Tithe Grant Competition.
- De cantate ‘The Book of Los’ werd in 2015 opgenomen in de ‘CANON VLAAMSE MUZIEK’[8]

## Composities
Lucien Posman componeerde een gevarieerd oeuvre waaronder een symfonie, een opera, concerti, werken voor solo-instrumenten, kamermuziek voor diverse bezettingen en een relatief groot aantal vocale werken. Zijn Blake-werken vormen het belangrijkste deel van zijn vocale oeuvre met zes cantates, zes koorliederen en 25 ‘Songs of Experience’ voor gevarieerde bezetting, 19 ‘Songs of Innocence’ voor sopraan, koor en harp. Zijn composities werden uitgevoerd door voorname ensembles en musici in binnen- en buitenland en werden opgenomen en uitgezonden door verschillende radiozenders hier te lande en elders. Stilistisch evolueerde hij naar een postmodernistische schriftuur. Sinds 1998 gebruikt hij ‘De Toonklok’ van Peter Schat als uitgangspunt voor toonordening.

### Instrumentale werken
- SOLO: .piano: Reynaert & de Pauw (2018); Misverstand 1002 (2014); Een slaapmutsje, (2014); Le Conte de L’Etude Modeste (2000) (parody of "Pictures at an Exhibition" by Mussorgsky) Oeioeioeioeioei (1986); 12 dodecaphonic Shooting Prayers (1984). .orgel: Vlas (Flax) 2013); Meditatio florida (2003); .klavecimbel: Heden aan 40% (Today at 40%); .beiaard: Bejaard (2010); .fluit: Ebaux, (1999); .viool: Wachten op de Molenberg (Waiting on the Molenberg) (1988); .saxofoon: Marsyas’ Zwanezang on sax (1988); .klarinet: Gamaka (1985); .cello: Color & Silence (2014); 22 (1984)
- DUO: Ambrass for solo brass instr. & piano (2006); Pizziola & Pizziello for viola & violoncello (2000); Bicellium, for 2 celli (2004) (6’); Op Hol for cello en bassoon (1999)
- TRIO: Thelema Capers , for clarinet, baritonsax & piano (2017); Illuminations, for 2 piccolo’s & piano (2010); Trio for violin, cello & piano (1986)
- QUARTET: Elegie, for string quartet, in memoriam Vic Nees (2013);O! Zon , string quartet (1997); Mijnhere van Maldegem, variations for sax- quartet (2006)
- QUINTET: Geen noodt, sapperloodt!, quintet for flute(s) & string quartet (1997); Nocturne for flute (or clarinet or viola) & string quartet (2003); Nocturne voor klarinet en strijkers ( or viola: arrangement); Blaaskwintet, for wind quintet (1998)
- SEXTET: For Gilberto Mendes (8 = 0 = 80) (fl, bass clar., pn, vl , vla & vlc) (2002)
- SEPTET: De laatste hooivracht (The last hay wagon ) (fl., bass clar., mar., pn, vl, vla, vlc) (1994); Die Kürze, (fl., bass clar., mar., pn, vl, vla, vlc) (2007)
- NONET: De Pauw ( fl/pc, clar, xyl, string quartet & 2 pn (2001); Erik, Gustav, Maurice, Arnold, Scott, Igor, Charles, Claude en «De Dwaze Maagd, nonet for woodwinds (1999)
- ORKEST/CONCERTO: Symfonie een (1996); Concerto for piano & string orchestra (2008); Concerto for violin, string orchestra, vibraphone & marimba (2012); Concerto piccolo, for piano en & string orchestra (2011); Wheel within wheel… (T: W.Blake) concerto-cantata for soprano, trombone & large instrumental ensemble (17 instruments) (1987); Concerto-cantate for clarinet & choir, piano and percussion (2015) (T.: Fr. Hölderlin)

### Vocale werken
- Opera: Hercules Haché, the adventure of a professor! (1992)

Vocaal- a capellaNON-BLAKE:
- 3 gelijke stemmen: 3 souterliedekens, 3-part equal voices (2011)
- 4-stemmig mannenkoor: Elaba (2010)
- 4-stemmig gemengd koor: Chatterlach@Home (T.: Geert De Kockere) 2020; Tijd (Time) (2017); Ushururu (A lullaby for Eleasha) for mixed choir (2015); All too short a date (a song), (T.: Dirk Blockeel) (2014) Hälfte des Lebens (T.: F. Hölderlin) (2012); Litanie, (T.: Marleen de Crée) (2012); Omittamus studia (2008); IOB XXIX 2-4 (2007); Au commencement

Vocaal- a capellaBLAKE:
- .3-stemmig dameskoor: To Morning (T: W. Blake) (2000)
- .4-stemmig gemengd koor: The Blossom (W. Blake, Songs of Innocence) (2018); The Divine Image (W. Blake, SoI) (2018); Spring (W. Blake, SoI) (2018); A Dream (W. Blake, SoI) (2018); a golden string, (T.: W. Blake) (2012); To the Evening Star (T: W. Blake) (2000); ODE TO THE SEASONS, (W. Blake) (2005): To Spring; To Summer; To Autumn; To Winter. 10 ‘SONGS of EXPERIENCE’ (T: W.Blake) (1998): The Clod & the Pebble; Holy Thursday; The little Girl Lost; The little Girl Found; The Chimney Sweeper; The little Vagabond; Infant Sorrow; A Poison Tree; To Tirzah; The School Boy; 5 ‘SONGS of EXPERIENCE’ (T: W.Blake) for professional mixed choir (1988): The Human abstract; The Sick Rose; London; The Angel; The Voice of the Ancien Bard

Vocaal met begeleiding
.EEN STEM & …
- stem & verteller (ad lib.): Paris (T: Ingeborg Bachmann) (1993)
- stem & piano: In een donkere nacht, (B. Demyttenaere), for middle voice piano (2018); Grotesque (T.: Frederick Manning), for high voice & piano (2014); Amria (T: Leo Ferré) for voice & piano (2007); een gevoel van raam, (haikus van H.Courtens) for high voice & piano (1999); Gij Rookers, gij snuivers (T: G.Gezelle) for high voice & piano (1998); De Vermoeienis (T: J.-F. Fransen), for high voice & piano & the public (1997); 5 SONGS OF EXPERIENCE for middle (or high) voice & piano (W. Blake) (1986): Introduction; Earth’s Answer; The Fly; Nurses Song; Ah! Sun-flower; Infant Joy (William Blake) for high voice & piano (2010)
- stem & harp: The Little Black Boy (W. Blake) (soprano solo & harp) (2019); Infant Joy (W. Blake) (soprano solo & harp) (2019); A CRADLE SONG (soprano solo & harp) (2019)
- stem & 2 instrumenten: Dear Janey (T. Calamity Jane) for soprano, violin & marimba (2014); 5 ‘SONGS OF EXPERIENCE’ for high voice oboe (or clar.) & piano (T: W.Blake) (1988): A little Boy Lost; My Pretty Rose Tree; The Lilly; The Garden of Love; A little Girl Lost
- stem & 3 instrumenten: The Mental Traveller (T: W.Blake) for soprano & recorder trio (2002); anacura, inauguration cantata for soprano & string quartet (2015)
- stem & 7 instrumenten: The Book of Thel (T: W.Blake) for middle (or high) & ensemble (2001)
- stem & 10 instrumenten: De Vlaamsche Leeuw, arr. voor sopraan en ensemble (2009); Het Belgisch Volkslied, arr. voor sopraan en ensemble (2009)
- stem & strijkorkest; Love by fortune sent ‘… the shades of nighttime…’( T: A. Pushkin) (2003)
- stem & 15 instrumenten: Ik treur niet (T: Hugues C.Pernath) for voice & ensemble (1988)
- stem & 17 instrumenten: Wheel within Wheel (T: W.Blake) concerto-cantata for soprano, trombone & large ensemble (1987)

Twee stemmen & pianoDrie Gisekin Liederen, (T.: Jo Gisekin) for soprano, mezzo & piano
Koor& …
- dameskoor & harp: Vier liederen (Virginie Loveling, Kristin Van den Eede, Leen Charles, Miriam Van Hee) (2020); The Little Boy Lost (W. Blake, SoI) 2019; The Little Boy Found (W. Blake, SoI) (2019)
- herenkoor & harp: The Shepherd. (W. Blake, SoI) (2019)
- gemengd koor & harp: The Ecchoing Green (W. Blake, SoI) (2019); Laughing Song (W. Blake, SoI) (2019); HOLY THURSDAY (W. Blake, SoI) (2019)
- gemengd koor & accordeon (or piano): ’t Es overal iet, (T: Paul Hoste) een vrolijke klaagmars (2010)
- gemengd koor & piano: An die Parzen (text: F. Hölderlin) (2003); What Then (W.B. Yeats) (2004)

soloist(en) & koor & …
- soprano(s) & gemengd koor & harp: Introduction (W. Blake, SoI) (2019); The Lamb (W. Blake, SoI) (SSA-solo &…) (2019); The Chimney Sweeper (W. Blake, SoI) (2019); Night (W. Blake, SoI) (2019); Nurses Song (W. Blake, SoI) (2019); On Anothers Sorrow (W. Blake, SoI) (2019)
- 2 sopranos, gemengd koor & harpsichord: The Tyger (W. Blake, SoE (2003)
- SSA-solo, gemengd koor & violoncello: Shepherd songs (T: William Blake)
- soprano, gemengd koor & ensemble/piano:
- The Book of Los (T: W.Blake) a cantata (2000); (soprano, koor, fl/alt fl./pic, piano)
- Wilder Rosenbusch (T: R.M. Rilke) song for soprano, koor, vl., timp. & piano (2007);
- The Elephant (T.: Hans Van Heirseele) (soprano, koor & piano) (1994);
- Ode XXXII (T.: Horatius) (soprano, koor & groot ensemble (1985) in samenwerking met Octaaf Van Geert en Daniel Gistelinck

## Discografie
- LUCIEN POSMAN – SOME BLAKE WORKS (Goeyvaerts Consort o.l.v. M.M. De Smet; sopraan: Els Crommen; fluiten: Marc Legros; piano: Bart Meynkens) Cyprès 4616 (Cantate The Book of Los, 10 Songs of Experience, To Morning, To The Eveningstar)
- LUCIEN POSMAN (Rimsky-Korsakov String Quartet, bariton: Mikhail Lukonin, piano: Yuri Serov, sopraan: Victoria Evtodieva, klarinet: Dmitry Makhovikov, St. Petersburg State Academic Capella Symphony o.l.v. Edward Serov), Gents Muzikaal Archief, 7, RP/GMA 002 (O!Zon, Songs of experience (2 cycli liederen), Symfonie een)
- ‘WELCOME STRANGER’ Lucien Posman. (AQUARIUS Chamber Choir & soloists o.l.v. Marc Michael De Smet). PHAEDRA, In Flanders Fields, DDD92074
- KROCUS TRIO, (Marie-Noëlle de Callataÿ, soprano, Sophie de Tillesse, mezzo, Anait Karpova, piano) Le chant de Linos (3 Jo Gisekin Liederen)
- DOUCES NUITS berceuses contemporaines (Aquarius choir, M. De Smet conductor) ( USHURURU, a lullaby for Eleacha) Edition Jades
- CARNAVAL DES ANIMAUX (Arco Baleno), Codaex CX 4003 (De Pauw)
- NEW BELGIAN ETUDES, (piano: Jose Martins) RP/GMA 044 (Le Conte de L’Etude Modeste)
- IDENTITIES. 20TH CENTURY CHAMBER MUSIC FOR FLUTE AND STRING QUARTET, (Arco Baleno) René Gailly CD87 169 (Geen noodt, Sapperloodt!)
- Serenata for 2OOO (Serenata Forlana), Edition Compusic EDCO 99-01
- IN FLANDERS’ FIELD PRIZE WINNERS OF THE BIENNALE COMPOSITION CONTEST FOR CHAMBER MUSIC, C+P Muizelhuis-Projecten vzw, DDD WW-IG-09 (Oeioeioeioeioei (piano: Iris De Blaere),
- Guido Gezelle (1830-1899). Gij rookers, gij snuivers… (sopraan: Sylvie De Pauw, piano: Joost Vanmaele, voordracht) Davidsfonds, Globe GLO 6047
- 10 Songs of Experience voor koor (Novecanto o.l.v. Katrijn Friant), PKP Producties PKP 012
- INTERNATIONALE KOORWEDSTRIJD VAN VLAANDEREN –MAASMECHELEN 2001, (1: Pro Musica, Hongarije o.l.v. Dénes Szabo, 1: Liepajas gemengd koor, Letland o.l.v. Andris Lekstoekis), IKV 2001 ( To Morning, To the Eveningstar)
- BELGIAN CONTEMPORARY CHAMBER MUSIC (Spectra Ensemble o.l.v. Filip Rathé), René Gailly, Vox Temporis Productions CD 92 026 (De laatste hooivracht,
- VINTAGE OF EUROPEAN SAXOPHONE MUSIC, volume 2/ Belgium, Cassa Nova Records, CNR 3011 (Marsyas’ zwanenzang op sax (sax: Hans De Jong)
- MINIATUREN VOOR ARCHIPEL, 25 VLAAMSE COMPONISTEN (altviool: Kris Matthynssens; cello: Pieter stas), ACCSN.01 (Pizziola & Pizziello)